# Recensement de la population en Nouvelle-Zélande

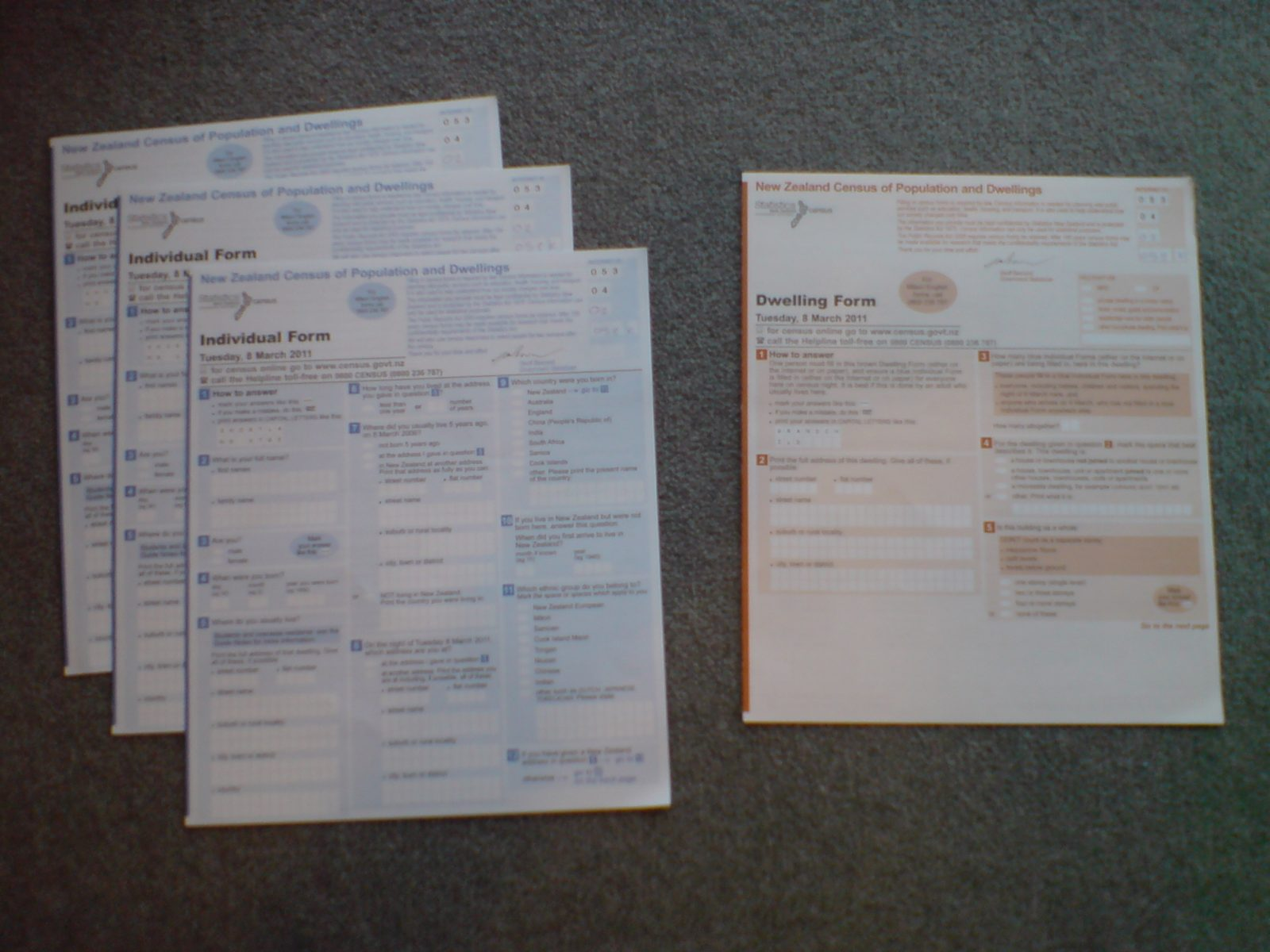
Formulaires destinés au recensement de 2011 avant son annulation.

Le recensement de la population en Nouvelle-Zélande est un recensement national de la population et du logement réalisé par l'organisation gouvernemental des statistiques (Statistics New Zealand) tous les cinq ans. Depuis 1951, il y a eu 34 recensements. En plus de fournir des informations détaillées sur la démographie nationale, les résultats du recensement jouent un rôle important dans le calcul de l'allocation des ressources pour les prestataires sociaux locaux.
Le recensement de 2018 a eu lieu le mardi 6 mars 2018. Le suivant a eu lieu en mars 2023.

## Date du recensement
Depuis 1926, le recensement a toujours eu lieu un mardi et depuis 1966, il a toujours lieu au mois de mars. Il a été statistiquement calculé qu'il s'agissait du mois et du jour de la semaine où les habitants sont les moins susceptibles de voyager. Les formulaires de recensement doivent être retournés avant minuit le jour du recensement pour être validés.

## Réalisation du recensement
Jusqu'en 2018, les formulaires de recensement étaient remis en mains propres par les recenseurs lors de la phase préparatoire. Ils distribuent alors un formulaire par personne en plus d'un formulaire spécial avec des questions génériques sur le logement. Les équipes de recenseurs couvrent aussi tous les hôpitaux, les terrains de camping, les lieux de travail de nuit et systèmes de transport où des personnes pourraient se trouver à minuit.
En 2018, le processus était différent. La majorité des ménages ont reçu un code d'accès par la poste et ont été encouragés à remplir leur recensement en ligne. Les ménages peuvent cependant toujours demander des formulaires papier.
La plus petite unité géographique utilisée dans le cadre du recensement pour les données démographiques est le mesh block (« bloc maillé »). Il en existe 53 589. Chacun comprend 88 personnes en moyenne.

## Données collectées
En 2018, les données suivantes étaient collectées :
Structure démographique :
- Personne absentes du foyer au jour du recensement ;
- Âge[6] ;
- Régime matrimonial :
- Identité (nom et prénom)[6] ;
- Nombre d'enfants ;
- Nombre d'occupants du foyer au soir du recensement[6] ;
- Genre[6].

Localisation :
- Adresse du logement[6] ;
- Adresse du logement au soir du recensement[6] ;
- Lieu de la résidence principale[6] ;
- Lieu de la résidence principale à la même date, l'an dernier ;
- Délai depuis le dernier changement de résidence principale.

Culture et identité :
- Lieu de naissance ;
- Ethnie[6] ;
- Affiliation iwi ;
- Langues parlées ;
- Descendance maorie[6] ;
- Appartenance religieuse ;
- Nombre d'années de résidence en Nouvelle-Zélande.

Éducation et formation :
- Domaine d'étude ;
- Plus haute qualification obtenue ;
- Diplôme d'études secondaires le plus élevé ;
- Niveau de qualification post scolaire.

Travail :
- Nombre d'heures de travail par semaine ;
- Secteur d'activité ;
- Profession ;
- Type d'emploi ;
- Quantité d'activités non rémunérées ;
- Statut social du travail ;
- Adresse du lieu de travail.

Revenus :
- Sources de revenus personnel ;
- Revenu personnel total.

Famille et ménage :
- Statut des enfants à charge ;
- Composition de la famille ;
- Composition du ménage.

Logement :
- Niveau d'accès aux commodités de base ;
- Niveau d'accès aux systèmes de télécommunication ;
- Nombre et types de logements possédés ;
- Indicateur d'humidité de l'habitation ;
- Indicateur de moisissure dans les logements ;
- Accession à la propriété individuelle ;
- Type de chauffage ;
- Nombre de chambres[6] ;
- Nombre de lits ;
- Type de logement occupé ;
- Type de bailleur ;
- Mode d'occupation du ménage[6] ;
- Loyer hebdomadaire.

Transport :
- Adresse de l'établissement d'enseignement ;
- Principaux moyens de déplacement pour se rendre à l'école ;
- Principaux moyens de déplacement pour se rendre au travail ;
- Nombre de véhicules à moteur.

Santé et handicap :
- Relation au tabac ;
- Handicap.

## Histoire
Le premier recensement complet en Nouvelle-Zélande est effectué en 1851. Le recensement était triennal jusqu'en 1881, date à laquelle il est devenu quinquennal. Le recensement de 1931 est annulé en raison des effets de la Grande Dépression, tout comme le recensement de 1941 en raison de la Seconde Guerre mondiale. Le recensement de 1946 est avancé au mardi 25 septembre 1945, afin que les résultats puissent être utilisés pour la réorganisation politique ayant lieu l'année suivante.
1951 est la première année au cours de laquelle les Maoris et les Néo-Zélandais européens ont été traités de manière égalitaire. Les Néo-Zélandais européens ayant eu un formulaire de recensement différent les années précédentes et des recensements séparés au cours du XIXe siècle. Les résultats des recensements antérieurs à 1966 ont été détruits à quelques exceptions.
Le recensement de 2006 a lieu le mardi 7 mars. Pour la première fois, les sondés ont la possibilité de remplir leur formulaire de recensement en ligne plutôt que par un formulaire papier classique.
Le recensement de 2011 est prévu le mardi 8 mars. Cependant, en raison du tremblement de terre de Christchurch survenu un mois plus tôt, il est annulé. Pour la première fois depuis l'arrivée du recensement numérique, tous les formulaires du recensement de 2011 ont été archivés numériquement. Le 27 mai 2011, Statistics New Zealand annonce qu'un recensement aurait lieu en mars 2013.
Le recensement de 2013 a lieu le mardi 5 mars 2013 et le recensement de 2018, le mardi 6 mars 2018.

## Évasion du recensement
Quelques personnes s'opposent au recensement et tentent de s'y soustraire. Le plus célèbre d'entre eux est Wizard of New Zealand (« Le magicien de Nouvelle-Zélande »), Ian Brackenbury Channell, qui a évité le recensement à de nombreuses reprises. Il a passé la nuit du recensement de 1981 dans un bateau au-delà de la limite des 20 km des eaux territoriales, dans l'objectif d'être techniquement en dehors du pays. Il a également brûlé publiquement des formulaires de recensement.
À la suite du recensement de 2006, Statistics New Zealand poursuit 72 personnes pour ne pas avoir restitué les formulaires à temps. Ces poursuites débouchent sur 41 condamnations. Après le recensement de 2013, l'institut envoie une lettre en juillet 2013 à 450 personnes qui n'avaient pas renvoyé les formulaires, dont 99 ont été poursuivies, entraînant 46 condamnations. La plupart des personnes reconnues coupables ont fait face à deux chefs d'accusation et ont été condamnées à une amende entre 50 et 500 dollars par chef d'accusation.

## Résultats
Les résultats du recensement de 2013 sont publiés sur une période de 18 mois, à compter du 15 octobre 2013. L'organisme fait état d'une augmentation de 214 101 répondants (soit 5,3 %) depuis le recensement de 2006.
Les résultats du recensement de 2018 ont été rendus publics le 23 septembre 2019. La population de la Nouvelle-Zélande comptait alors 4 699 755 habitants, soit une augmentation de 10,79 % par rapport au recensement de 2013.